# Sidi Amar (distrito)
Sidi Amar é um distrito localizado na província de Tipasa, Argélia. Sua capital é a cidade de mesmo nome. A população total do distrito era de 48 400 habitantes, em 2008.

## Comunas
O distrito está dividido em três comunas:
- Sidi Amar
- Nador
- Menaceur